# Borut Božič
Borut Božič (nascido em 8 de agosto de 1980) é um ciclista esloveno. Se tornou profissional em 2004 e de 2012 até 2015 foi membro da equipe cazaque Astana. Os maiores triunfos da sua carreira incluem a sexa etapa da Volta a Espanha 2009, na geral do Tour de Wallonie 2007 e a primeira etapa da Volta à Polónia 2009, graças ao qual manteve a liderança de dois dias. Destaca-se como velocista.
Disputou as Olimpíadas de Pequim 2008 e Londres 2012, ambos na prova de estrada, sendo que na edição de 2008, Božič não conseguiu terminar a corrida. Em 2012, foi o quadragésimo sexto.